# Cabo de la Nao
Das Cabo de la Nao, valencianisch Cap de la Nau (Kap des Schiffes), ist ein markantes Kap an der Costa Blanca an der Südostküste Spaniens. Das Kap trennt die Buchten von Alicante und Valencia und ist der östlichste Festlandpunkt der Valencianischen Gemeinschaft.
Auf dem Kap steht über der Steilküste ein markantes Leuchtfeuer auf einem weißen Leuchtturm, der auch eine Navtex-Station beherbergt.